# Anna Danilina
Anna Danílina (20 de agosto de 1995) es una tenista kazaja. Hasta 2011 representó a Rusia, su país de nacimiento.
Danílina tiene un ranking de individuales WTA más alto de su carrera, No. 269, logrado el 14 de septiembre de 2020. También tiene un ranking WTA más alto de su carrera, No. 10 en dobles, logrado el 9 de enero de 2023.

## Torneos de Grand Slam

### Dobles

#### Finalista (2)
| Año  | Torneo               | Pareja              | Oponentes en la final                 | Resultado        |
| 2022 | Abierto de Australia | Beatriz Haddad Maia | Barbora Krejčíková Kateřina Siniaková | 7-6(3), 4-6, 4-6 |
| 2025 | Roland Garros        | Aleksandra Krunić   | Sara Errani Jasmine Paolini           | 4-6, 6-2, 1-6    |

### Dobles mixto

#### Títulos (1)
| Año  | Campeonato         | Pareja           | Oponentes en la final          | Resultado |
| 2023 | Abierto de EE. UU. | Harri Heliövaara | Jessica Pegula Austin Krajicek | 6-3, 6-4  |

## Títulos WTA (9; 0+9)

### Dobles (9)
| Leyenda              |
| Grand Slam (0)       |
| Juegos Olímpicos (0) |
| WTA Finals (0)       |
| WTA 1000 (1)         |
| WTA 500 (2)          |
| WTA 250 (7)          |

| N.º | Fecha                    | Torneo      | Superficie    | Pareja              | Oponentes en la final                 | Resultado           |
| --- | ------------------------ | ----------- | ------------- | ------------------- | ------------------------------------- | ------------------- |
| 1.  | 25 de julio de 2021      | Gdynia      | Tierra batida | Lidziya Marozava    | Kateryna Bondarenko Katarzyna Piter   | 6-3, 6-2            |
| 2.  | 15 de enero de 2022      | Sídney      | Dura          | Beatriz Haddad Maia | Vivian Heisen Panna Udvardy           | 4-6, 7-5, [10-8]    |
| 3.  | 31 de julio de 2022      | Varsovia    | Tierra batida | Anna-Lena Friedsam  | Katarzyna Kawa Alicja Rosolska        | 6-4, 5-7, [10-5]    |
| 4.  | 29 de julio de 2023      | Hamburgo    | Tierra batida | Alexandra Panova    | Miriam Kolodziejová Angela Kulikov    | 6-4, 6-2            |
| 5.  | 7 de enero de 2024       | Auckland    | Dura          | Viktória Kužmová    | Marie Bouzková Bethanie Mattek-Sands  | 6-3, 6-7(5), [10-8] |
| 6.  | 26 de julio de 2024      | Iasi        | Tierra batida | Irina Khromacheva   | Alexandra Panova Yana Sizikova        | 6-4, 6-2            |
| 7.  | 15 de septiembre de 2024 | Guadalajara | Dura          | Irina Khromacheva   | Oksana Kalashnikova Kamilla Rakhimova | 2-6, 7-5, [10-7]    |
| 8.  | 22 de septiembre de 2024 | Hua Hin 2   | Dura          | Irina Khromacheva   | Eudice Chong Moyuka Uchijima          | 6-4, 7-5            |
| 9.  | 13 de octubre de 2024    | Wuhan       | Dura          | Irina Khromacheva   | Asia Muhammad Jessica Pegula          | 6-3, 7-6(6)         |

#### Finalista (9)
| N.º | Fecha                 | Torneo            | Superficie    | Pareja              | Oponentes en la final                 | Resultado              |
| --- | --------------------- | ----------------- | ------------- | ------------------- | ------------------------------------- | ---------------------- |
| 1.  | 30 de enero de 2022   | Abierto Australia | Dura          | Beatriz Haddad Maia | Barbora Krejčíková Kateřina Siniaková | 7-6(3), 4-6, 4-6       |
| 2.  | 27 de agosto de 2022  | Cleveland         | Dura          | Aleksandra Krunić   | Nicole Melichar Ellen Perez           | 5-7, 3-6               |
| 3.  | 23 de octubre de 2022 | Guadalajara II    | Dura          | Beatriz Haddad Maia | Storm Sanders Luisa Stefani           | 6-7(4), 7-6(2), [8-10] |
| 4.  | 24 de mayo de 2024    | Rabat             | Tierra batida | Xu Yifan            | Irina Khromacheva Yana Sizikova       | 3-6, 2-6               |
| 5.  | 20 de julio de 2024   | Budapest          | Tierra batida | Irina Khromacheva   | Katarzyna Piter Fanny Stollár         | 3-6, 6-3, [3-10]       |
| 6.  | 2 de marzo de 2025    | Mérida            | Dura          | Irina Khromacheva   | Katarzyna Piter Mayar Sherif          | 6-7(2), 5-7            |
| 7.  | 8 de junio de 2025    | Roland Garros     | Tierra batida | Aleksandra Krunić   | Sara Errani Jasmine Paolini           | 4-6, 6-2, 1-6          |
| 8.  | 15 de junio de 2025   | Queen's Club      | Hierba        | Diana Shnaider      | Asia Muhammad Demi Schuurs            | 5-7, 7-6(3), [4-10]    |
| 9.  | 22 de junio de 2025   | Nottingham        | Hierba        | Ena Shibahara       | Beatriz Haddad Maia Laura Siegemund   | 5-7, 3-6               |